# بابندريخت
بابندريخت Papendrecht  هي مدينة وبلدية غرب هولندا، في مقاطعة جنوب هولندا.

## طوبوغرافيا
خريطة طوبوغرافية هولندية لبلدية بابندريخت، يونيو 2015، (تقرأ بعد ثلاث نقرات على الخريطة).

## أعلام
- ناعومي فيسر
- يولندا حديد
- كاريل فيسر